# Haréville
Haréville är en kommun i departementet Vosges i regionen Grand Est (tidigare regionen Lorraine) i nordöstra Frankrike. Kommunen ligger i kantonen Vittel som tillhör arrondissementet Neufchâteau. År 2022 hade Haréville 470 invånare.

## Befolkningsutveckling
Antalet invånare i kommunen Haréville
| Referens: INSEE |